# Plan (album Sylwii Przybysz)
Plan – debiutancki album polskiej piosenkarki Sylwii Przybysz, który ukazał się nakładem My Music dnia 9 października 2015. Płyta znalazła się w chwili debiutu wśród najlepiej sprzedających się płyt w Polsce, plasując się na 8. miejscu tygodniowego zestawienia OLiS. 

## Lista utworów
Opracowano na podstawie materiału źródłowego.
| Nr  | Tytuł utworu                                        | Długość |
| --- | --------------------------------------------------- | ------- |
| 1.  | „Plan” (gościnnie: Mezo)                            | 3:10    |
| 2.  | „Turn The Page”                                     | 3:32    |
| 3.  | „Tylko ty”                                          | 3:30    |
| 4.  | „Happy End”                                         | 3:42    |
| 5.  | „Here And Now”                                      | 3:11    |
| 6.  | „Serca głos”                                        | 3:56    |
| 7.  | „Niech ta chwila trwa”                              | 3:39    |
| 8.  | „Aż po świt”                                        | 4:06    |
| 9.  | „Be Alone”                                          | 3:22    |
| 10. | „Na nowo”                                           | 3:38    |
| 11. | „Wierzę w nas”                                      | 3:06    |
| 12. | „To dziś”                                           | 3:39    |
| 13. | „Take My Hand”                                      | 3:41    |
| 14. | „Glass” (DJ Remo, gościnnie: Sylwia Przybysz)       | 3:28    |
| 15. | „Najważniejsza” (Verba, gościnnie: Sylwia Przybysz) | 3:08    |
|     |                                                     | 52:48   |